# Schienenverkehr in Dänemark
Dem Schienenverkehr in Dänemark dienen hauptsächlich normalspurige Bahnstrecken.
Das dänische Streckennetz hat Stand Januar 2025 eine Betriebslänge von 3102 km, davon sind 1756 km elektrifiziert.

## Eisenbahn

### Geschichte

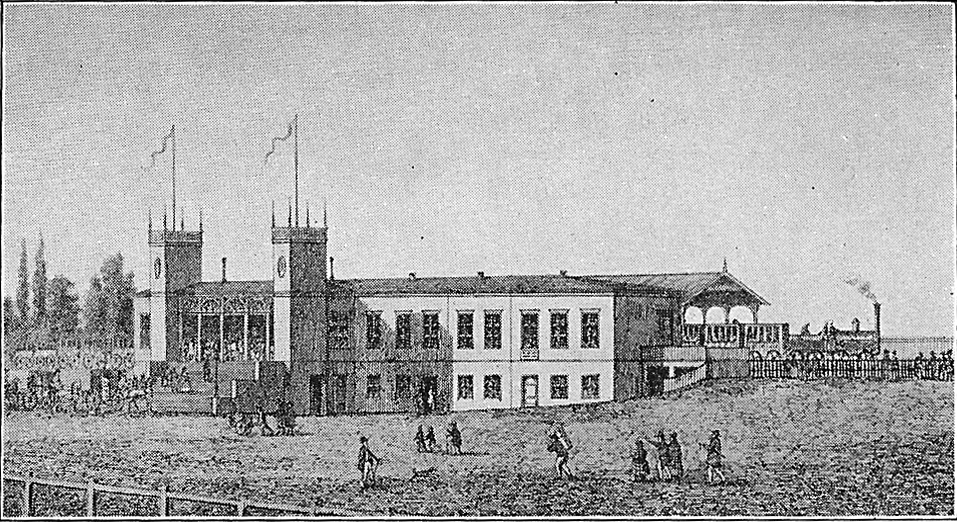
Kopenhagens erster Bahnhof

Die erste Bahnstrecke unter dänischer Hoheit wurde 1844 im damals unterstehenden Herzogtum Holstein durch die der Altona-Kieler Eisenbahn-Gesellschaft (AKE) eröffnet. 1847 wurde die erste Bahnstrecke im heutigen Dänemark von Kopenhagen nach Roskilde eröffnet.

### Rechtliche Rahmenbedingungen
Die Jernbanenævnet wurde am 1. Juli 2010 als Wettbewerbsbehörde im Eisenbahnmarkt gegründet.
Die Unfalluntersuchungsstelle Havarikommissionen for Civil Luftfart og Jernbane (kurz: Havarikommissionen oder HCLJ) wurde 2004 gegründet. Ein Vorgänger war eine ab 1971 tätige Havarigruppe der DSB.
Der UIC-Ländercode für Dänemark lautet 86.

### Streckennetz

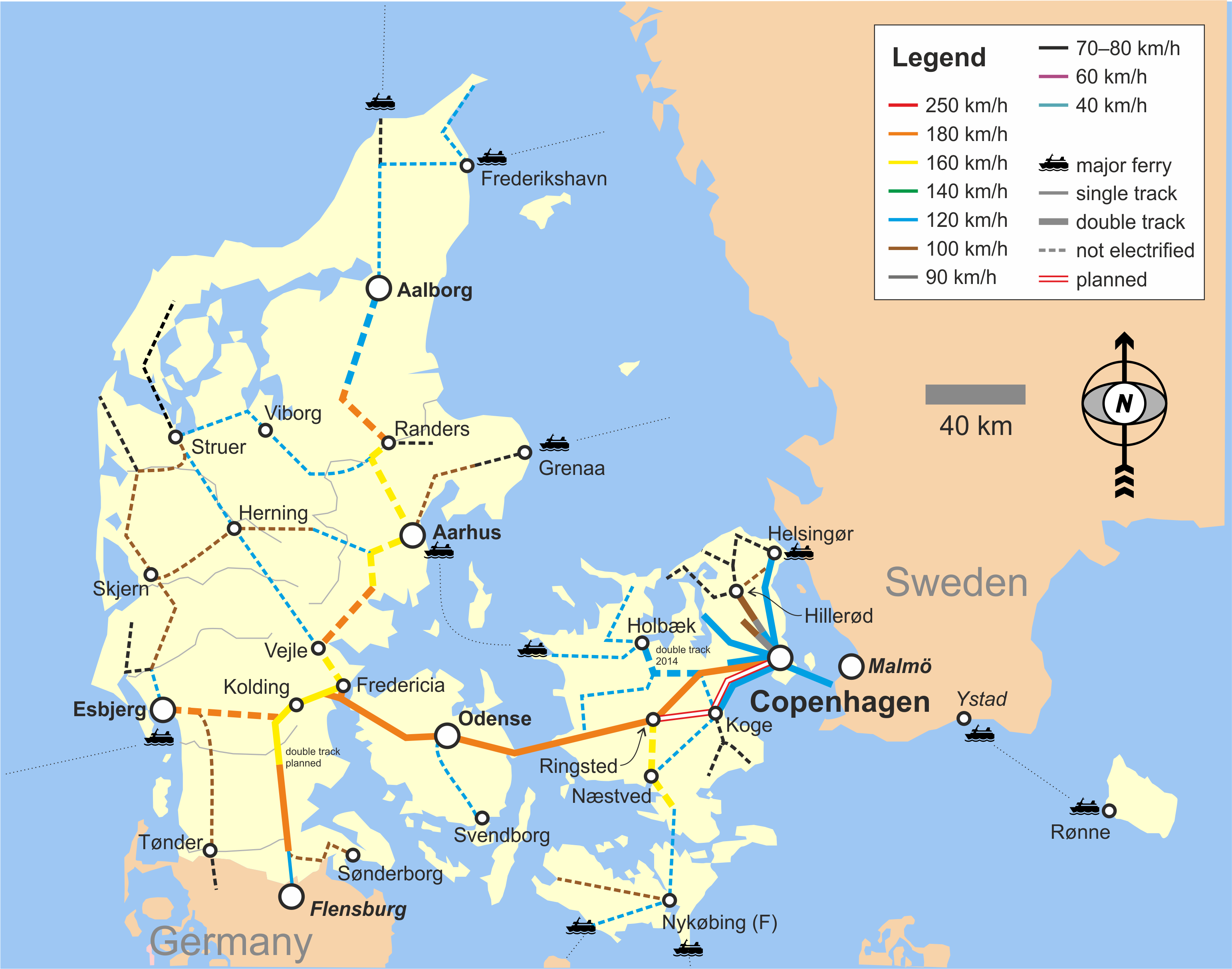
Streckennetz in Dänemark (2014)

Das dänische Eisenbahnnetz hat eine Betriebslänge von 3102 km, davon sind 1756 km mit 25 kV 50 Hz und 172 km (S-tog in Kopenhagen) mit 1650 V Gleichspannung elektrifiziert. Die Spurweite beträgt 1435 mm.
Das staatliche Eisenbahninfrastrukturunternehmen ist die Banedanmark. Banedanmarks Eisenbahnnetz ist verbunden mit den Netzen der dänischen Eisenbahninfrastrukturunternehmen Midtjyske Jernbaner, Lokaltog, Nordjyske Jernbaner und Vestbanen. Mit dem deutschen Eisenbahnnetz ist es verbunden in Padborg (mit DB Netz) und in Tønder (mit NEG Niebüll). Der Übergang zum schwedischen Netz befindet sich am km 23,6 der Bahnstrecke København–Malmö (zum Eisenbahninfrastrukturunternehmen Øresundsbro Konsortiet).

### Personenverkehr
Im Jahr 2021 hatte der dänische Schienenpersonenverkehr eine Verkehrsleistung von 4,2 Milliarden Personenkilometer. Bedingt durch die COVID-19-Pandemie sank die Anzahl der beförderten Personen. Zuvor lag die Verkehrsleistung bei über 6 Milliarden Personenkilometer.

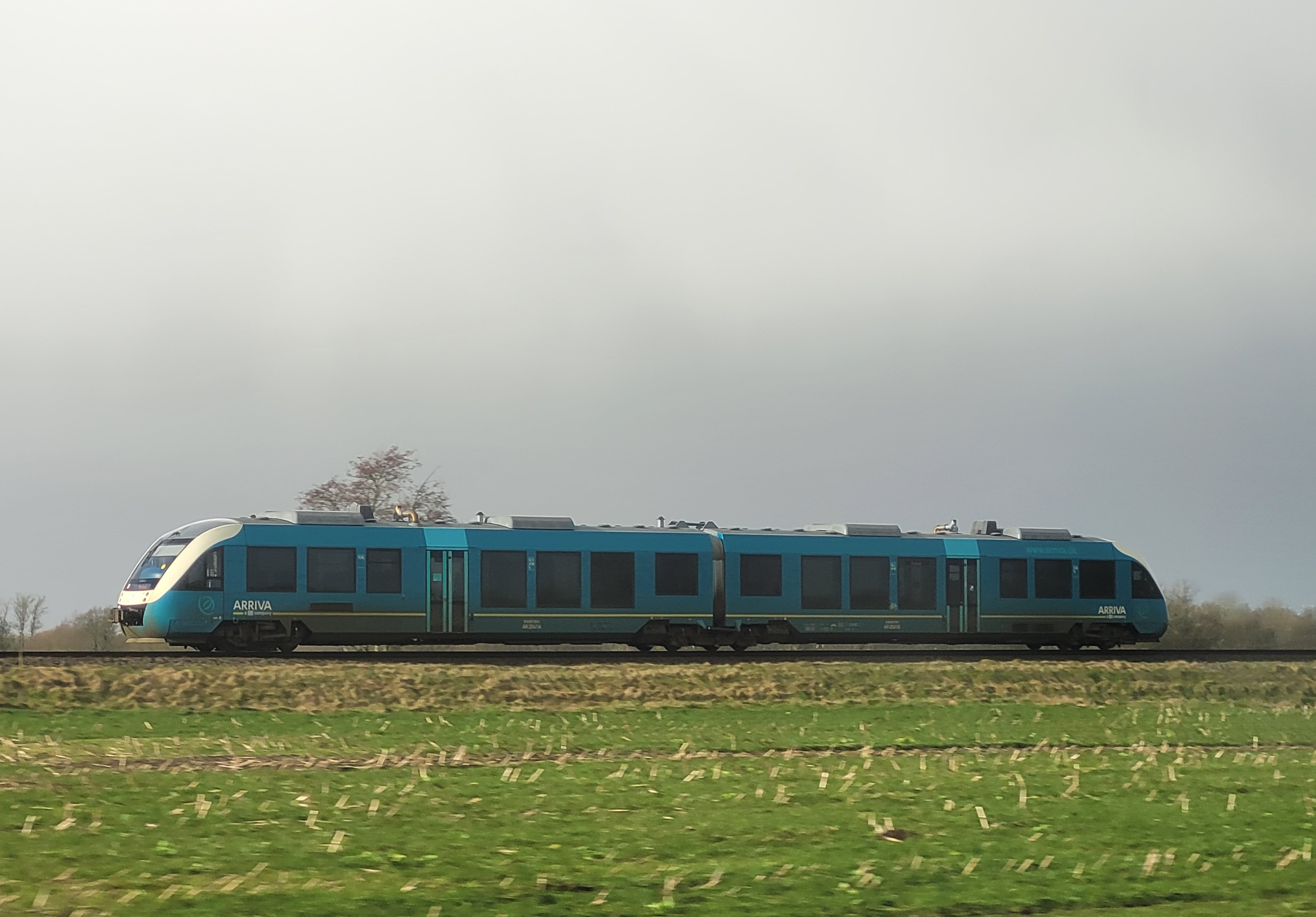
Zug des Unternehmens Arriva bei Tønder auf der Bahnstrecke Esbjerg-Niebüll

Eisenbahnverkehrsunternehmen, die im dänischen Personenverkehr tätig sind (alphabetisch sortiert):
- Danske Statsbaner
- Flixtrain
- GoCollective (ehemals Arriva Danmark)
- Lokaltog
- Midtjyske Jernbaner
- Nordjyske Jernbaner
- SJ AB
- Snälltåget

### Güterverkehr
Der dänische Schienengüterverkehr hat eine Transportleistung von jährlich 2,45 Milliarden Tonnenkilometern und hat damit einen Anteil am Modal Split von etwas mehr als 10 %. Der Transitverkehr zwischen Deutschland und Schweden überwiegt.
Eisenbahnverkehrsunternehmen, die im dänischen Güterverkehr tätig sind (alphabetisch sortiert):
- C Rail Safety
- CFL Cargo
- Contec Rail
- DB Cargo Scandinavia
- Green Cargo
- Hector Rail
- Spitzke Danmark
- TX Logistik

Folgende intermodale Terminals und Häfen haben Bahnanschluss:
- Intermodal Terminal Høje Taastrup (Betreiber: DB Cargo, Eigentümer: Banedanmark)
- Intermodal Terminal Taulov (DB Cargo, Banedanmark)
- Padborg Kombiterminal (TX Logistik, Banedanmark)
- Intermodal Terminal Hirtshals (Hirtshals Havn)
- Intermodal Terminal Esbjerg (Esbjerg Havn)
- Fredericia Havn (ADP)
- Frederikshavn Havn
- Grenaa Havn
- Kolding Havn
- Kalundborg Havn
- Køge Havn
- Skagen Havn
- Thyborøn Havn
- Aalborg Havn
- Århus Havn

### Schienenfahrzeuge
Schienenfahrzeuge müssen im Besitz einer Genehmigung in Form einer Inbetriebnahmegenehmigung (APIS) sein, die von Trafikstyrelsen ausgestellt wird, und müssen im Nationalen Fahrzeugeinstellungsregister (NVR) registriert sein.
Anfang 2022 zählte das dänische Statistikamt 110 Lokomotiven (2015: 129), 311 Dieseltriebzüge, davon 158 bei den DSB (2015: 411), 135 S-Bahn-Züge (2015: 135) und 78 Elektrotriebzüge (2015: 156).

## Andere Schienenbahnen
Seit 1972 gibt es in Dänemark keine klassische Straßenbahnen (dänisch Sporveje) mehr. Moderne Straßenbahnen bzw. Stadtbahnen (dänisch Letbane) verkehren in Aarhus und in Odense. In der Region Hovedstaden wird 2025 die Hovedstadens Letbane zwischen Ishøj und Lyngby eröffnet.
Die 2002 eröffnete Metro Kopenhagen ist die einzige U-Bahn in Dänemark.